# Анабас
Anabas testudineus е вид лъчеперка от семейство Anabantidae.

## Разпространение и местообитание
Видът е разпространен в Бангладеш, Бруней, Виетнам, Индия (Андхра Прадеш, Аруначал Прадеш, Асам, Бихар, Гоа, Гуджарат, Дадра и Нагар Хавели, Даман и Диу, Дарджилинг, Делхи, Джаму и Кашмир, Джаркханд, Диу, Западна Бенгалия, Карайкал, Карнатака, Керала, Лакшадвип, Мадхя Прадеш, Манипур, Махаращра, Махе, Мегхалая, Мизорам, Нагаланд, Ориса, Пенджаб, Пондичери, Раджастан, Сиким, Тамил Наду, Трипура, Утар Прадеш, Утаракханд, Харяна, Химачал Прадеш, Чандигарх и Чхатисгарх), Индонезия (Калимантан, Суматра и Ява), Камбоджа, Лаос, Малайзия, Мианмар, Непал, Пакистан, Сингапур, Тайланд и Шри Ланка. Внесен е във Филипини.
Среща се на дълбочина от 0,8 до 2 m.

## Описание
На дължина достигат до 25 cm.
Продължителността им на живот е около 8 години.